# Křesťanskodemokratická výzva
Křesťanskodemokratická výzva (Christen Democratisch Appèl, zkráceně CDA) je nizozemská politická strana, která formálně vznikla v roce 1980 spojením tří konfesně orientovaných subjektů Katolické lidové strany (KVP) a dvou protestantsky zaměřených Křesťanské historické unie (CHU) a Antirevoluční strany (ARP).

## Historie
Za hlavní rok, kdy se začalo uvažovat o vzniku nové strany sloučením tehdy existujících subjektů, je pokládán rok 1975, kdy byl poprvé založen společný konvent těchto tří stran. V roce 1977 se prosadil model úzké spolupráce jak v předvolební kampani, tak v povolební spolupráci, a to nezávisle na volebním výsledku tří partnerů. V parlamentních volbách tehdy společně obdržely 31,9 % hlasů, což byl úspěch.

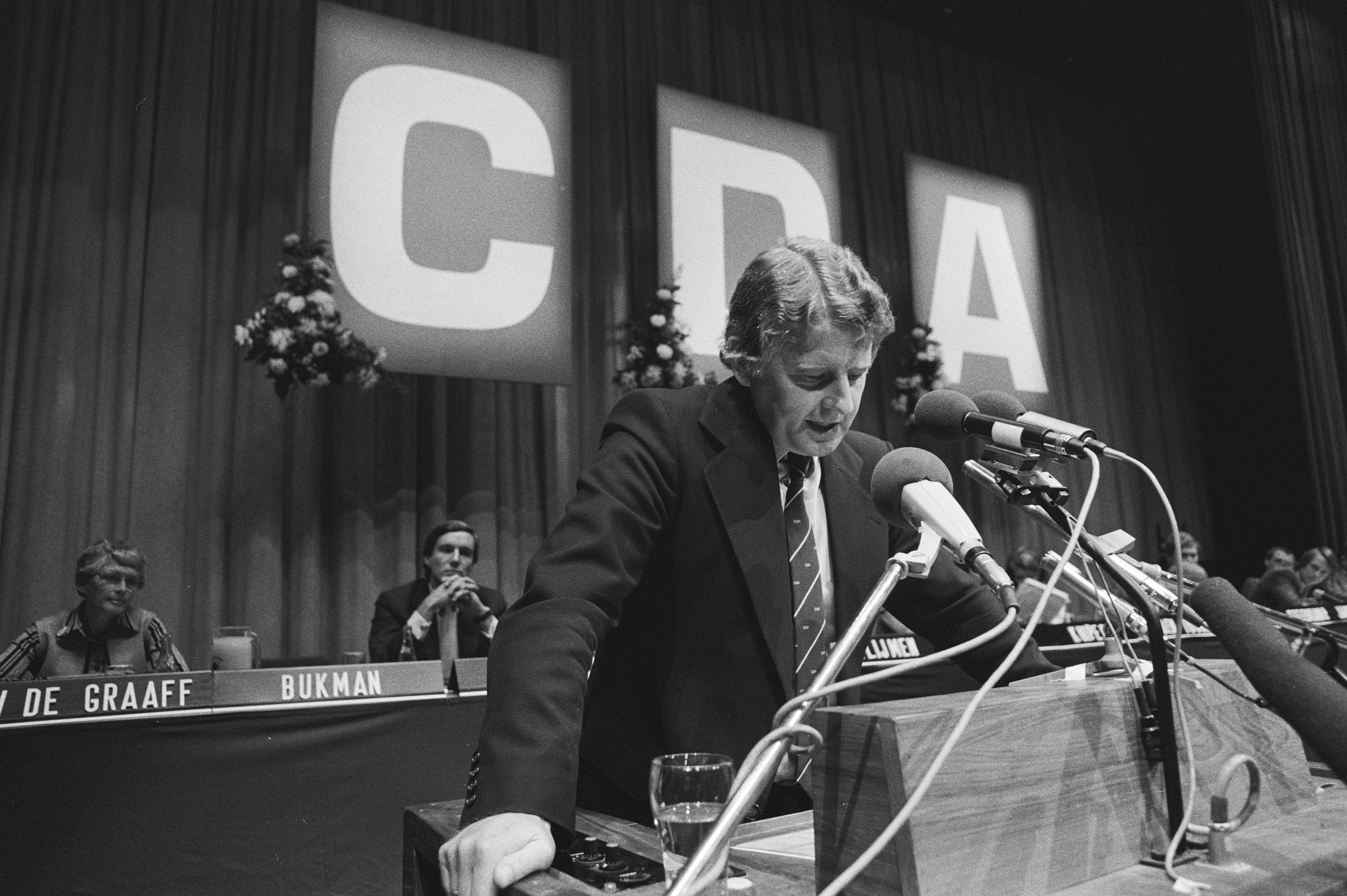
Pieter Bukman (CDA)

Po sloučení v roce 1980 se strana snažila působit jako jednotný blok, ovšem jistý stupeň rozštěpenosti zde existuje. Určitý segment tradičních voličů nehodlá volit nový subjekt, u části poslanců se projevují secesionistické snahy a ne vždy hlasují shodně se zbytkem klubu. Strana má ovšem jednotný model vnitřní organizace. Kandidáti jsou nominováni centrálním orgánem, nikoli třemi složkami subjektu. Příjmy směřují opět do ústřední společné pokladny. Avšak členství je v CDA nepřímé, to znamená, že se uchazeč musí zaregistrovat u jedné ze tří zakládajících stran. Proto nelze o straně hovořit jako o unitární, jednolité. Centrum má však rozhodující vliv. Například u problematických poslanců, kteří hlasují jinak než zbytek klubu, zajistí, že jsou odsunuti na konec kandidátky, takže jsou eliminováni z hlavního stranického života.
Všechny tři subjekty strany si do jisté míry zachovaly vlastní politickou koncepci a ideové představy. Antirevoluční strana je silně tradiční a konzervativní, CHU má populistický potenciál a KVP je umírněně centristická složka, což jí umožňovalo často vstupovat do řady koalic.
CDA jako celek má charakter významně centristicky orientované strany obhajující křesťanské principy v politice. Po roce 2000 je patrná profilace subjektu jako anti-PvdA a anti-VVD. Volí ji všechny skupiny nizozemského obyvatelstva.
V letech 2002 až 2010 byla strana největším koaličním partnerem nizozemských vlád, které vedl předseda strany Jan Peter Balkenende. Ten rezignoval po neúspěšných všeobecných volbách v roce 2010, kdy strana získala 21 mandátů, a ztratila tak 20 mandátů ve srovnání s předchozími volbami. 

## Politická reprezentace strany

### Předsedové vlády

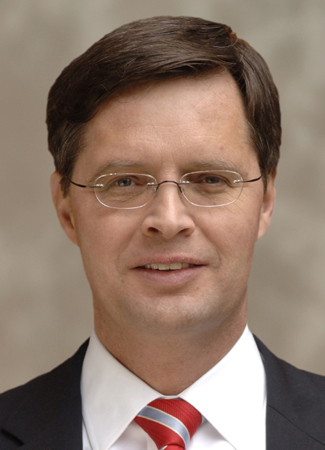
Bývalý předseda strany a také premiér Jan Peter Balkenende

- Dries van Agt (1977–1982)
- Ruud Lubbers (1982–1994)
- Jan Peter Balkenende (2002–2010)

### Političtí vůdci
Předsedové parlamentního klubu strany
- 2010-.... Sybrand van Haersma Buma
- 2010-2010 Maxime Verhagen
- 2007-2010 Pieter van Geel
- 2002-2007 Maxime Verhagen
- 2001-2002 Jan Peter Balkenende
- 1997-2001 Jaap de Hoop Scheffer
- 1994-1997 Enneus Heerma
- 1989-1994 Elco Brinkman
- 1982-1989 Bert de Vries
- 1978-1982 Ruud Lubbers
- 1977-1978 Willem Aantjes

Lídři kandidátky v parlamentních volbách
- 2017 Sybrand van Haersma Buma
- 2012 Sybrand van Haersma Buma
- 2010 Jan Peter Balkenende
- 2006 Jan Peter Balkenende
- 2003 Jan Peter Balkenende
- 2002 Jan Peter Balkenende
- 1998 Jaap De Hoop-Scheffer
- 1994 Elco Brinkman
- 1989 Ruud Lubbers
- 1986 Ruud Lubbers
- 1982 Dries Van Agt
- 1981 Dries Van Agt
- 1977 Dries van Agt

### Počet poslanců v dolní komoře
2017 – 19
2012 – 13
2010 – 21
2006 – 41
2003 – 44
2002 – 43
1998 – 29
1994 – 34
1989 – 54
1986 – 54
1982 – 45
1981 – 44
1977 – 48
1972 – 49 (KVP 27, ARP 14, CHU 7)
1971 – 58 (KVP 35, ARP 13, CHU 10)
1967 – 70 (KVP 43, ARP 15, CHU 12)
1963 – 76 (KVP 50, ARP 13, CHU 13)
1959 – 75 (KVP 49, ARP 14, CHU 12)
1956 – 77 (KVP 49, ARP 15, CHU 13)

### Počet senátorů v horní komoře
2015 - 12
2011 - 11
2007 - 21
2003 - 23
1999 - 20
1995 - 19
1991 - 27
1987 - 26
1983 - 26
1979 - 27
1975 - 24

### Počet členů v Evropském parlamentu
2014 - 5
2009 - 5
2004 - 7
1999 - 9
1994 - 10
1989 - 10
1984 - 8
1979 – 10

### Místní a provinční úroveň
Strana má v současnosti nejvíce zástupců v místních a provinčních zastupitelských orgánech země a spolupodílí se s koaličními partnery na nejvíce místních a provinčních vládách. 135 starostů z celkového počtu 414 jsou členy CDA.